# Máquinas hipotéticas da Universidade Federal do Rio Grande do Sul
Neander, Ahmes, Ramses e Cesar são ferramentas que simulam máquina hipotéticas escritas pelos professores da UFRGS Raul Fernando Weber (in memoriam) e Taisy Silva Weber, com fins didáticos, para uso em disciplinas como Arquitetura de Computadores e Assembler. Atualmente, diversas universidades brasileiras utilizam estas ferramentas de ensino.

## Neander
A   máquina   Neander   como   definida   por   Weber,   é uma arquitetura rudimentar baseada em um acumulador, de caráter   didático. O Neander também possui uma farta documentação disponível na Internet.

### Características
- Largura de dados e endereços de 8 bits
- Dados representados em complemento a dois
- 1 acumulador de 8 bits (AC)
- 1 apontador de programa de 8 bits (PC)
- 1 registrador de estado com 2 códigos de condição: negativo (N) e zero (Z)

## Ahmes
Ahmes ou WAhmes(em sua versão Win32) é uma ferramenta que simula uma máquina hipotética, para possibilitar a implementação de rotinas aritméticas simples, como adição e subtração, e a programação de rotinas mais complexas como multiplicação e divisão. É compatível com o Neander, mas apresenta um conjunto maior de instruções para facilitar a execução de operações aritméticas.

### Características
- Largura de dados e endereços de 8 bits
- Dados representados em complemento a dois
- 1 acumulador de 8 bits (AC)
- 1 apontador de programa de 8 bits (PC)
- 1 registrador de estado com 5 códigos de condição: negativo (N), zero (Z), carry out (vai-um) (C), borrow out (empresta-um) (B) e overflow (estouro) (V).

## Ramses

### Características
- Quatro modos de endereçamento (direto, indireto, imediato e indexado)
- Dois registradores de uso geral, RA e RB
- Um registrador de índice, RX
- Indicadores de carry, negativo e zero,
- Instruções adicionais ao Neander e o Ahmes com chamada de subrotina, negação e deslocamento de bits, além de outras.

## Cesar

### Características
- Largura de dados e de endereços de 16 bits
- Dados representados em complemento de dois
- Processamento de pilha
- 8 modos de endereçamento nativos + 4 modos de endereçamento derivados
- 8 registradores de 16 bits
- 6 registradores de uso geral
- 1 apontador de programa (program counter)
- 1 apontador de pilha (stack pointer)
- 1 registrador de estado com 4 códigos de condição: negativo, zero, carry e overflow
- 2 periféricos: teclado e visor de 26 caracteres